# Berenguer de Cardona

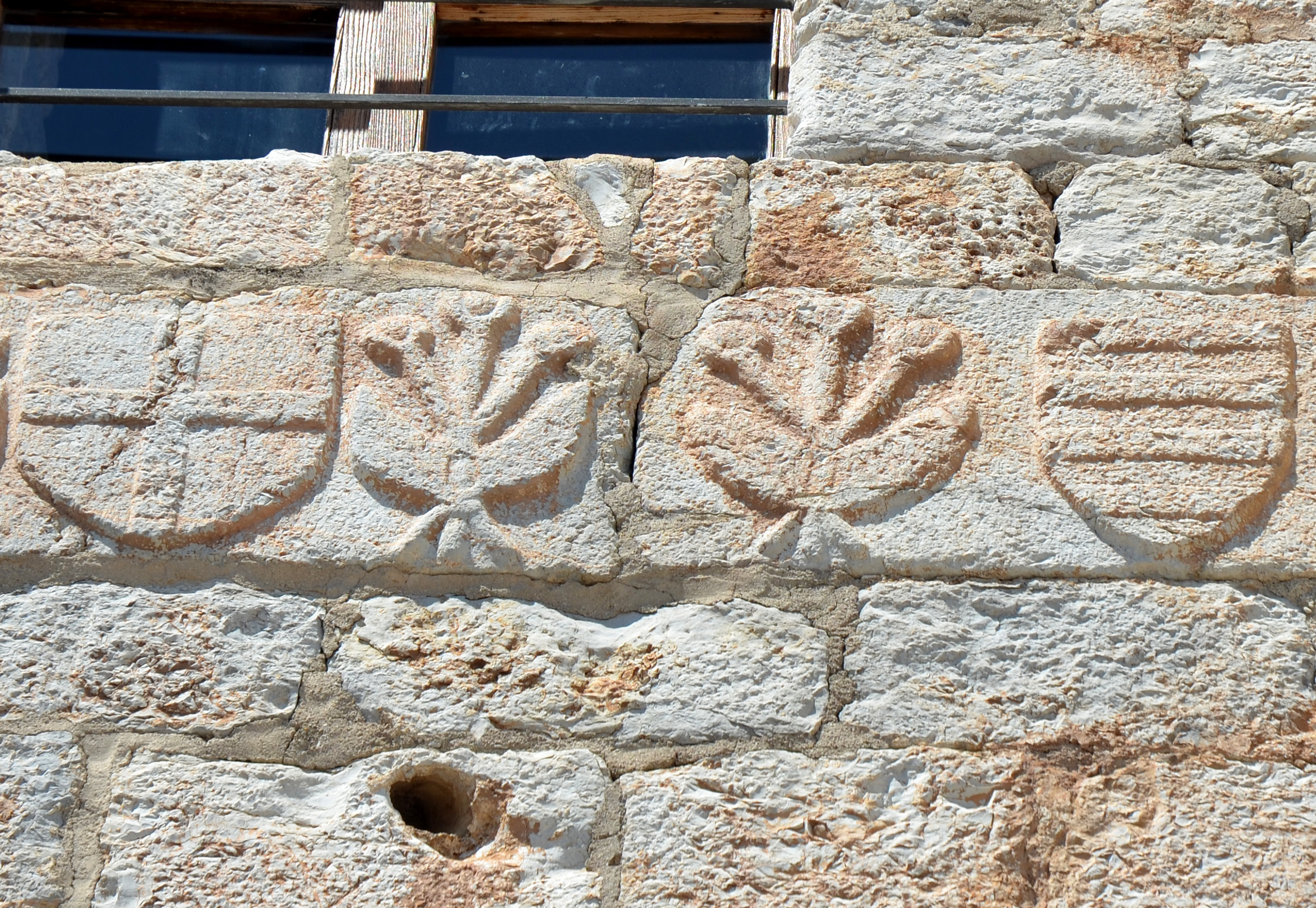
Labras heráldicas de Berenguer de Cardona en una pared del castillo de Peñíscola junto con las de Arnau Banyuls, comendador de la orden del Temple.

Berenguer de Cardona (?-Chipre, 1307) fue el penúltimo Maestre del Temple de la Corona de Aragón (1291-Chipre, 1307) . Secundó las revueltas nobiliarias encabezadas por el vizconde Ramón Folc V de Cardona, su primo, al negarse a participar en la guerra de ayuda a Castilla contra Granada y fue desposeído de sus feudos por el rey Jaime I (1274). El mismo año firmó los pactos de Ager contra la autoridad real. También fue uno de los rehenes que garantizó la entrevista entre Alfonso II y Carlos II de Anjou en 1290. En 1293 medió entre el rey Jaime II y el noble Artal de Alagó. En 1294 fue nombrado alcaide de los cristianos en Túnez y renunció, en nombre del Temple, a los derechos sobre Tortosa y Fraga a cambio de Peñíscola, Ares, Cuevas de Vinromá y otras tierras. Se sabe que viajó al menos dos veces a Chipre, desde donde la orden templaria pretendía retomar Jerusalén y fue allí donde le sobrevino el fallecimiento en 1307.